# Miami Heat
Los Miami Heat (en español, Calor de Miami) son un equipo profesional de baloncesto de los Estados Unidos con sede en Miami, Florida. Compiten en la División Sureste de la Conferencia Este de la National Basketball Association (NBA) y disputan sus partidos como locales en el Kaseya Center.
El equipo fue fundado en 1988 gracias a la expansión de la NBA en 1987. Cuenta con tres títulos de la NBA, obtenidos en la temporada 2005-06 al vencer a Dallas Mavericks (4-2), en la 2011-12 derrotando a Oklahoma City Thunder (4-1) y en la 2012-13 derrotando en el séptimo partido a San Antonio Spurs (4-3). Además de los tres anillos, ha obtenido 16 títulos de división.

## Historia

### 1987-1995: Fundación y primeros años
Durante el boom que sacudió a la NBA en la década de 1980, la liga buscó expandir el número de equipos de 23 a 27, hasta el final de la década. Por entonces en el estado de Florida carecían de un equipo NBA, por lo que creció la posibilidad del nacimiento de una en Orlando, Tampa/San Petersburgo (Florida) conjuntamente, o Miami.
El Miami Sports and Exhibition Authority promocionó la candidatura de Miami por medio de un grupo liderado por el miembro del Hall of Fame Billy Cunningham y Lewis Schaffel, antiguo agente deportivo y amigo de toda la vida. El grupo fue respaldado económicamente por Carnival Cruise Lines, una empresa de cruceros fundada por Ted Arison, quien sería el propietario mayoritario, mientras que el manejo de las operaciones y el día a día en la franquicia correría a cargo de Cunningham y Schaffel, los accionistas minoritarios.
En abril de 1987, el comité de la expansión de equipos en la NBA respaldó a las ciudades de Charlotte y Mineápolis. Sin embargo, el comité se decantó finalmente por una de las franquicias de Florida, Miami u Orlando. Después de todo el proceso, la NBA decidió finalmente aumentar en 4 el número de equipos, con Charlotte Hornets y Miami Heat debutando en la temporada 1988-89 mientras que Minnesota Timberwolves y Orlando Magic lo harían un año después, en la temporada 1989-90.
Para su primera temporada en la liga, Miami se hizo con los servicios de Ronny Rothstein, quien fue durante mucho tiempo asistente de Chuck Daly en Detroit Pistons y considerado uno de los arquitectos de la defensa de aquellos Pistons. Fue un primer año difícil, ya que tuvieron que convivir con muchas derrotas a lo largo de la temporada y con un equipo joven. Entre los jugadores de la plantilla inaugural se encontraban Rony Seikaly y Kevin Edwards (seleccionados en primera ronda del draft de 1988 en el puesto 9 y 20, respectivamente), los debutantes Grant Long y Sylvester Gray y los veteranos Rory Sparrow, Jon Sundvold, Pat Cummings, y Billy Thompson.
El equipo comenzó la temporada perdiendo sus primeros 17 partidos, un récord de la NBA, para terminar la temporada con un balance de 15 victorias y 67 derrotas. El escolta novato Kevin Edwards, procedente de la Universidad de DePaul, fue el máximo anotador de la campaña inaugural con 13,8 puntos de media. El promedio de espectadores durante la primera temporada fue de 14.945 espectadores.
Miami comenzó su segunda temporada en la NBA seleccionando a Glen Rice, proveniente de la Universidad de Míchigan en la primera ronda del Draft de 1989, aumentando así su poder anotador. En segunda ronda el elegido fue Sherman Douglas de la Universidad de Syracusa. El equipo se mudó de la División Central (Conferencia Oeste) a la División Atlántico (Conferencia Este), donde se mantuvieron 15 años. Sin embargo, Miami continuó su racha de malos resultados y ni tan siquiera fue capaz de ganar dos partidos consecutivos, finalizando la temporada con un récord de 18-64. Lo único bueno que dejó la temporada para Miami fue la actuación de sus jóvenes jugadores. Rony Seikaly irrumpió en su temporada sophomore en la temporada 1989-90 con 16,6 puntos y 10,4 rebotes que le valió para ser el jugador más mejorado de la NBA, mientras que los rookies Sherman Douglas (14,3 puntos y 7,6 asistencias) y Glen Rice (13,6 puntos y 4,6 rebotes) dejaron buenas sensaciones.
En la temporada 1990-91, Miami mejoró sensiblemente el número de victorias con 24 por 58 derrotas. Eligieron a Willie Burton en la novena posición del draft de 1990 y a Dave Jamerson en la posición 15, pero no llegó a debutar ya que fue traspasado a Houston Rockets en una operación que trajo a Alec Kessler, elección número 12, a Miami. Ninguno de los dos encajó muy bien en la plantilla por varias razones. Burton porque era un alero y los Heat insistían en hacerlo jugar como escolta y Kessler debido a no estar físicamente preparado para ser jugador de la NBA. Mientras, Douglas, Rice y Seikaly seguían mejorando progresivamente manteniendo en Miami la esperanza de un futuro mejor.
Rothstein dimitió como entrenador terminada la temporada, pero volvería a Miami como asistente en la temporada 2004-05.

### 1991-95: La etapa de Loughery

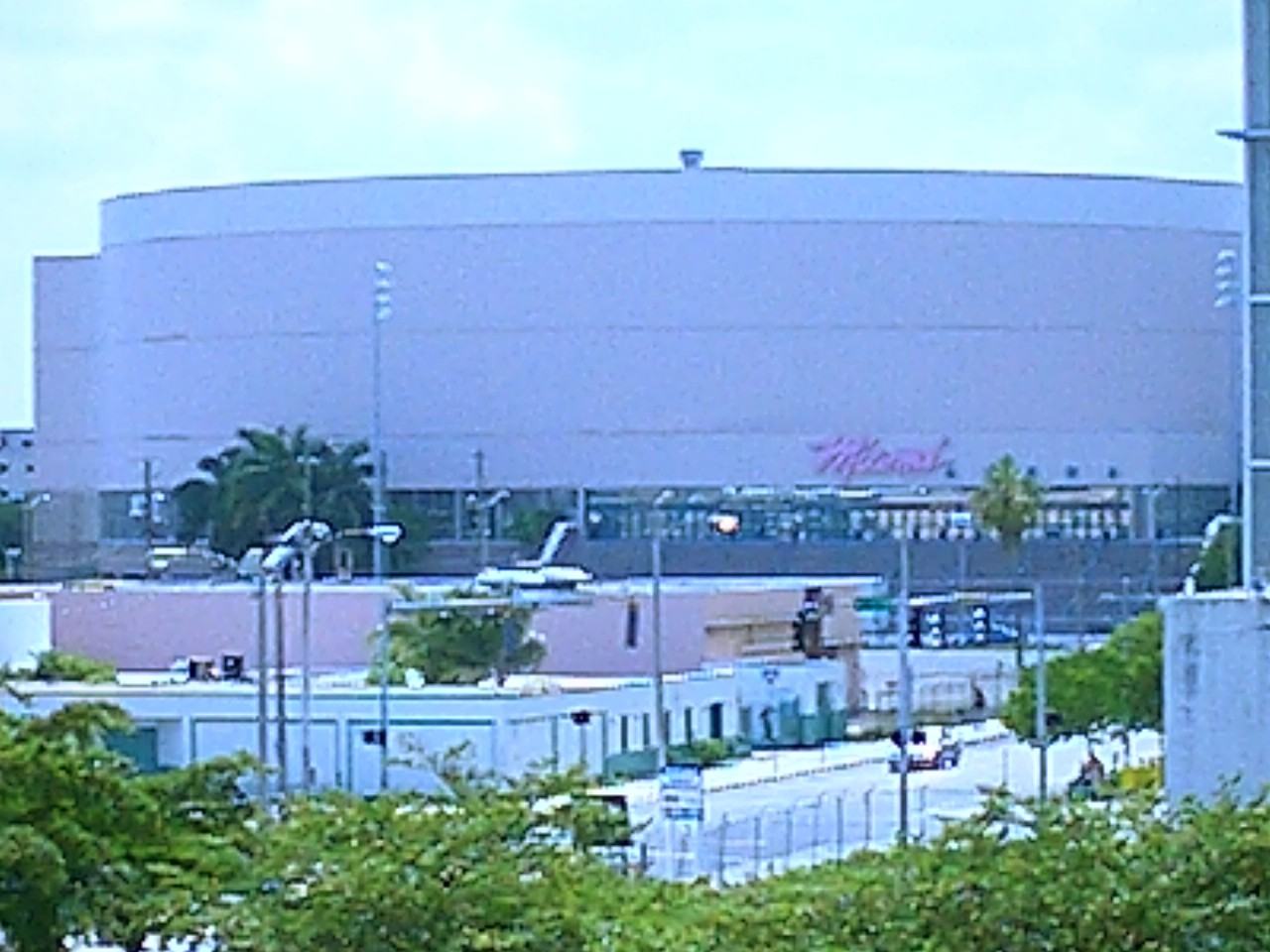
El Miami Arena, primer pabellón de los Heat.

Rothstein renunció antes del comienzo de la temporada 1991-92 y Miami contrató a Kevin Loughery, un entrenador con 29 años de experiencia como técnico y jugador de la NBA. En el Draft de 1991, el equipo seleccionó a Steve Smith de la Universidad Estatal de Míchigan, en el puesto número 5. Con la ayuda del debutante Smith, Rony Seikaly y un más experimentado Glen Rice, los Heat finalizaron en cuartos de la División Atlántico con un récord de 38-44 y participó por primera vez en los playoffs. Fueron eliminados por el mejor equipo de ese año, Chicago Bulls. Smith formó parte del equipo de mejores novatos y Rice finalizó décimo en anotación en la NBA.
En la temporada 1992-93 se sumaron al equipo Harold Miner proveniente de la Universidad de California del Sur y el pívot John Salley, procedente de Detroit Pistons, a cambio de una futura elección en el draft. La incorporación de Salley fue acogida con optimismo debido al rol que este había tenido en los dos campeonatos logrados con los Pistons, sin embargo rápidamente se notó que Salley era un jugador de calidad para un buen equipo, pero no para un equipo mediocre, como lo era por entonces Miami. Salley fue disminuyendo su tiempo de juego, hasta que finalmente fue contratado por Toronto Raptors en 1995. La temporada no empezó del todo bien, con Smith perdiéndose varios partidos a causa de una lesión en la rodilla y Burton fuera de las canchas casi todo el año por una lesión en la muñeca. Con el regreso de Smith, Miami logró una racha de victorias entre febrero y marzo, pero no fue suficiente para revertir el mal comienzo de 13-27. Finalizaron el año con un récord de 36-46 y no participaron en los playoffs.
Un equipo más saludable, el de la temporada 1993-94, logró por primera vez un récord positivo de 42-40 y retornó a los playoffs, donde se enfrentó a Atlanta Hawks. Atlanta se recuperó después de ir perdiendo la eliminatoria por 2-1 y terminó ganando al mejor de 5 partidos. Tras esa temporada Steve Smith fue seleccionado miembro del segundo Dream Team, el grupo de grandes estrellas de la NBA que compitieron en el Campeonato Mundial de 1994 en Toronto representando a Estados Unidos. El equipo también estaba formado por los futuros Heats Alonzo Mourning, Dan Majerle y Tim Hardaway.
En 1994-95 el equipo renovó su plantilla, traspasando a Seikaly, Smith, y Grant Long; y contratando a Kevin Willis y Billy Owens. En esta época se produjo también un gran cambio en la directiva de Miami. El 13 de febrero de 1995 los derechos como dueños de Billy Cunningham y Lew Schaffel fueron comprados por la familia Arison. Mickey Arison fue nombrado gerente general, siendo su primera medida echar al técnico Loughery y reemplazarlo por Alvin Gentry para tratar de remontar el récord de 17-29. Gentry logró una marca de 15-21 en los 36 partidos restantes de la temporada, para finalizar con un 32-50 en total, 10 victorias por debajo de la marca del año anterior.

### 1995-2003: La llegada de Pat Riley
Desde 1994 a 1997, Miami Heat trató de conseguir planes para el cambio de ciudad por si en un futuro la ciudad de Miami se opusiera y no diera facilidades para ello. Las alternativas principales fueron Las Vegas, Nevada, Memphis, Tennessee (ahora hogar de Memphis Grizzlies), St. Louis y San Diego. Esta idea pronto caería en el olvido debido a la dinámica ganadora en que entraron los Heat, abriendo una nueva década para la esperanza.
Tras finalizar la temporada 1994-95, Miami contrató a Pat Riley como nuevo presidente y entrenador. El técnico que entrenó al Showtime de Los Angeles Lakers en la década de 1980 compaginó ambas labores y fue el ideólogo del cambio de cara que dieron los Heat tras su llegada. Su efecto no se hizo esperar, una noche antes de que diera comienzo la temporada 1995-96 consiguió a uno de los pívots más contrastados y también más jóvenes de la NBA, Alonzo Mourning, a cambio de Glen Rice y Matt Geiger, entre otros, a Charlotte Hornets.
De la mano de Mourning el equipo comenzó 11-3. En una sucesión de traspasos a mitad de temporada, Riley, en otra jugada maestra, se hizo con otra de las grandes estrellas de la liga, Tim Hardaway. Junto con Tim llegó Chris Gatling, mientras que Kevin Willis y Bimbo Coles se marcharon a Golden State Warriors. Por si fuera poco también se hizo con el joven Walt Williams, que venía de hacer 16,4 puntos, 4,5 rebotes y 4,1 asistencias la pasada temporada en Sacramento Kings. Miami finalizó la campaña con balance positivo, 42-40, que le valieron un sitio en los playoffs, donde esperaban los Bulls de Michael Jordan. Chicago, que venía de lograr el récord de 72 victorias, venció por 3-0 pero en Miami volvieron a saborear las mieles de los playoffs.

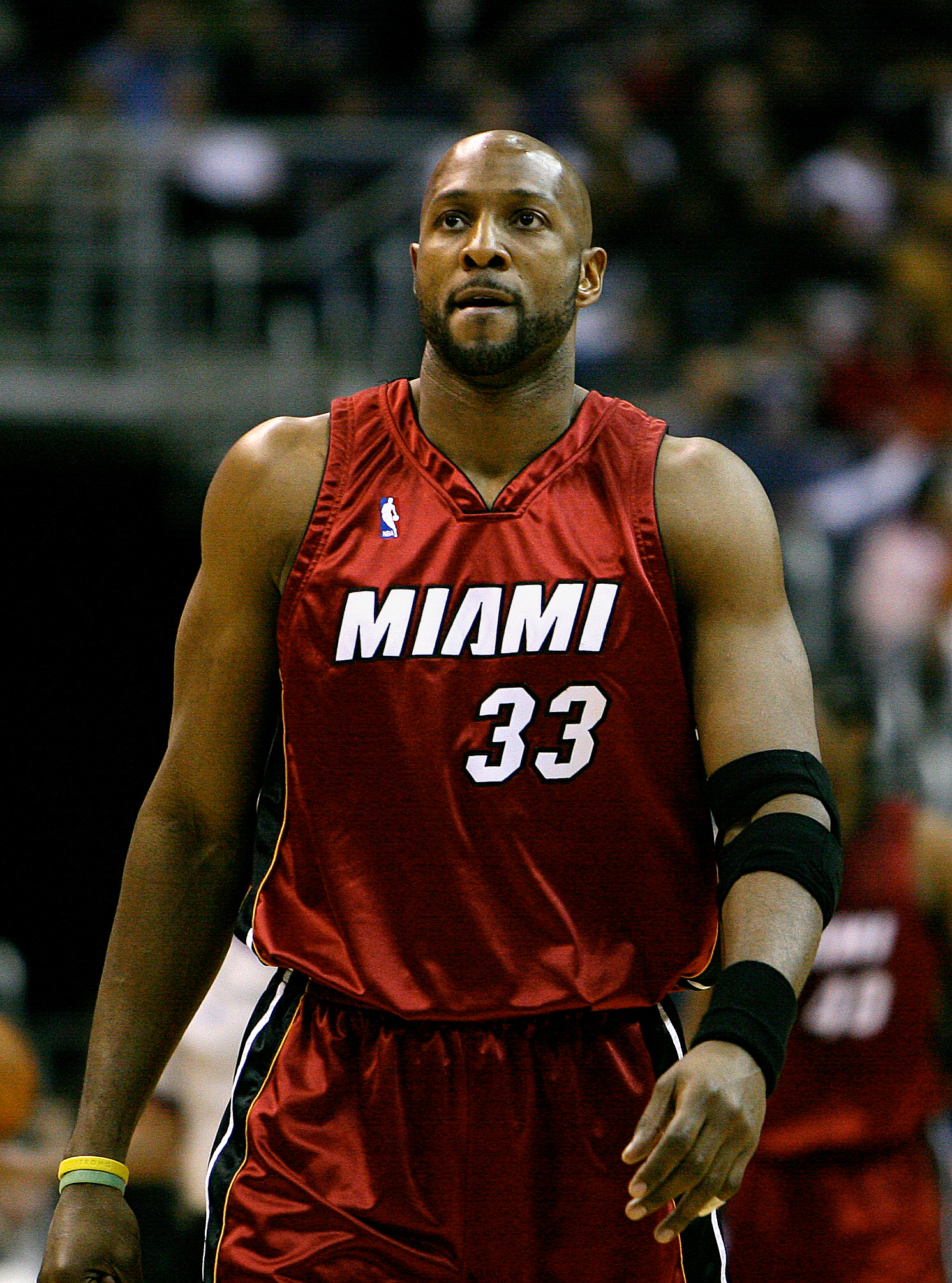
Alonzo Mourning, historia viva de Miami Heat.

Mourning acabó la temporada con dobles figuras, con promedios de 23,2 puntos y 10,4 rebotes. Hardaway, por su parte, firmó 17,2 puntos y 10 asistencias, formando junto a 'Zo' una de las mejores sociedades de la NBA.
En la siguiente temporada, la 1996-97, los Heat lograron una temporada excelente de 61-21. La franquicia lograba su primer título de División Atlántico y Riley, que se llevó el premio al Entrenador del Año de la NBA, seguía edificando un equipo ganador. Este año el fichaje estrella fue Jamal Mashburn, que cuajó dos primeras temporadas en la NBA a gran nivel en Dallas Mavericks, pero al que las lesiones lastraron un tanto en las 2 siguientes y a la postre en su carrera. Jamal llegó a cambio de Sasha Danilovic, Kurt Thomas y Martin Müürsepp. Además de Mashburn, se incorporó a jugadores que tuvieron un rol fundamental en el equipo como Dan Majerle, P.J. Brown, Voshon Lenard y Isaac Austin, que llegó procedente de Turquía (pese a que ya había disputado 3 temporadas en la NBA), donde firmó 22,3 puntos y 13,9 rebotes. Austin, con una aportación de 9,7 puntos y 5,8 rebotes fue elegido como el Jugador más mejorado de la NBA.
En playoffs, el equipo comenzó su andadura eliminando, no sin sufrimiento, a Orlando Magic, por 3-2. En semifinales de conferencia esperaban los Knicks, exequipo de Riley, a los que remontaron un 3-1 en contra para clasificarse por primera vez a unas Finales de Conferencia. En aquella serie, durante el quinto partido, P.J. Brown y Charlie Ward protagonizaron una pelea que dejó un saldo de cuatro jugadores expulsados. Brown fue el responsable de la trifulca al empujar al base Ward cuando intentaba penetrar a canasta.
Este incidente, en parte, propició la remontada de Miami ya que Patrick Ewing, Allan Houston, Larry Johnson, John Starks y Ward, o lo que es lo mismo, la columna vertebral de aquellos Knicks, fueron sancionados por estar involucrados en el incidente. Ewing, Houston y Ward se perdieron el sexto en Nueva York, mientras que Starks y Johnson se perdieron el séptimo en Miami. Por parte de Miami, P.J. Brown se perdió dos partidos. Los Bulls de Jordan, que vencieron por 4-1, fueron, nuevamente, su verdugo, esta vez en las Finales de Conferencia Este.
Miami celebró su décimo aniversario en la temporada 1997-98 logrando su segundo título de División Atlántico de manera consecutiva tras acabar con un récord de 55-27. Sin embargo, cayeron en 1.ª ronda frente a New York Knicks en lo que se estaba convirtiendo en toda una rivalidad dentro de la liga. Un año más, los incidentes salpicaron a esta eliminatoria. Esta vez fue Mourning quien se perdería el quinto partido después de que este y el jugador de los Knicks Larry Johnson se enzarzaron en una violenta reyerta. Jeff Van Gundy, que sin éxito intentó acabar con la pelea, fue golpeado y Mourning lo arrastró por la pista. Este enfrentamiento marcó la rivalidad entre Knicks y Heat. Van Gundy sufrió golpes en su cabeza y necesitó puntosde sutura.
Pese a que la temporada 1998-99 estuvo marcada por el lockout, a Miami no pareció afectarle y se alzó con el primer puesto de la conferencia con un récord de 33-17, por primera vez en su historia y por tercer año consecutivo, el título de división. Pero aquellos playoffs de 1999 estuvieron marcados por otra circunstancia histórica que protagonizaron los Heat, quienes cayeron ante el octavo mejor clasificado, New York Knicks. Por tercer año consecutivo, se volvían a ver las caras, con el mismo resultado de la pasada temporada, victoria para los Knicks por 3-2. New York, a la postre finalistas de la NBA, se llevó la serie después de un dramático quinto partido que dejó para la historia una canasta ganadora de Allan Houston para decidir la eliminatoria.
Ante la gran afluencia de público durante aquellos últimos años, el Miami Arena se quedó pequeño dando acogida en 1999 al que es su actual pabellón, el American Airlines Arena, con asientos para 20.500 aficionados.
Ganaron 52 partidos, destacando en el equipo los ya habituales Mourning, Hardaway, Mashburn y P.J. Brown, pero por tercer año consecutivo volvieron a ser derrotados en semifinales de conferencia por New York Knicks que remontaron un 2-3 adverso para acabar ganando 4-3. En primera ronda, Miami pasó por encima de Detroit Pistons por 3-0.
Durante el verano de 2000, los Heat tomaron la decisión de dar un cambio, necesitaban un cambio a tantos años quedándose a las puertas. Después de no poder fichar a Tracy McGrady, que se marchó a Orlando procedente de Toronto Raptors, Miami decidió traspasar a P.J. Brown y Jamal Mashburn, entre otros, a Charlotte Hornets a cambio de Eddie Jones, Anthony Mason y Ricky Davis. Además, Miami también se hizo con Brian Grant, que llegó tras un traspaso que involucró a Cleveland Cavaliers y a Portland Trail Blazers.
Grant se unía así a los Mourning, Hardaway, Majerle, Bowen y Carter. Miami fue considerada por la gran mayoría como la gran favorita en el Este hasta que Mourning anunció que sería baja para toda la temporada.
Alonzo había sido elegido para jugar en los Juegos Olímpicos de Sídney 2000 con la selección de Estados Unidos, consiguiendo la medalla de oro, pero a la vuelta le fue diagnosticada una grave afección renal, lo que hizo que se perdiera muchos partidos durante la temporada. La baja de Mourning permitió lucirse a Anthony Mason, que logró participar en el All-Star.
Los Heat de la temporada 2000-01 ofrecieron tres versiones un tanto distintas. Antes de la temporada, y de la lesión de Mourning, Miami era el equipo a batir en la Conferencia Este. Durante la temporada, los Heat volvieron a lograr una campaña con 50 victorias y además Mourning se incorporó otra vez al equipo para los últimos partidos de la fase regular. Después, los Heat fueron claramente barridos de los playoffs por los Hornets por un contundente 3-0.
Las dos siguientes temporadas fueron dos años para olvidar. Riley se perdió los playoffs por primera vez en su carrera como técnico y tres jugadores como Tim Hardaway, Bruce Bowen y Dan Majerle, que habían sido partícipes de los títulos de división, se marchaban del equipo.
En la 2001-02, Miami añadió a su plantilla jugadores veteranos como Rod Strickland, Chris Gatling, Jim Jackson, LaPhonso Ellis o Kendall Gill, además de los Mourning, Jones, Grant y Carter, cuya renovación por tres años despertó controversia en la afición. Al igual que con el traspaso del prometedor Ricky Davis a Cleveland Cavaliers en una operación a tres bandas que trajo a Gatling de vuelta a Miami. El equipo también firmó a dos jugadores que no habían sido drafteados como Malik Allen y Mike James, y a Vladimir Stepania para dar minutos de descanso a Mourning. El equipo acabó con un récord de 36-46 y se quedó por primera vez en los últimos 7 años fuera de playoffs.
A diferencia del año anterior, Miami empezó a reconstruir en la temporada 2002-03. Miami eligió en el draft de 2002 a Caron Butler en el puesto número 10, y a Rasual Butler en 2.ª ronda. Mourning se perdió toda la temporada y Eddie Jones 35 partidos por una lesión en el tobillo. Miami fichó a Travis Best para el puesto de base, pero la temporada, como se preveía, fue muy pobre, con tan sólo 25 victorias y 57 derrotas. La única nota positiva la puso Butler, que promedió 15.4 puntos y 5.1 rebotes logrando ganar cuatro premios de rookie del mes.

### 2003-2016: La era de Dwyane Wade
El verano de 2003 empezó con mucho movimiento, Pat Riley renunció al cargo de entrenador para dedicar más tiempo al cargo de presidente y promovió al asistente Stan Van Gundy al puesto de entrenador principal. El contrato de Alonzo Mourning expiraba al próximo verano, dando a los Heat mayor margen para reconstruir. El 1 de julio de 2003, Miami daba por hecho que Anthony Carter iba a ejercer su opción de renovación a razón de 4.1 millones de dólares. Sin embargo, Billy Duffy, su agente, nunca informó de ello a la franquicia, por lo que Miami quedó libre de su salario. Además, LaPhonso Ellis, en un acto ejemplar, rescindió la cláusula de su contrato que obligaba a los Heat a pagarle la próxima temporada.
Con este hueco salarial Miami fichó a Lamar Odom y al base T.J. Moncrieffe. Pero el gran refuerzo de la temporada iba a llegar desde el draft. Riley y los Heat eligieron a Dwyane Wade, en la quinta posición del draft de 2003, procedente de la Universidad de Marquette. Con la elección de Wade, Miami dejó a un lado su tentativa de fichar a Gilbert Arenas. Miami también se hizo con fichajes que resultaron muy positivos como Udonis Haslem y Rafer Alston. Odom revivió su carrera, promediando más de 17 puntos por partido, mientras que Wade inyectó savia nueva al grupo y rompió varios récords de novatos. Promedió 16.2 puntos, 4 rebotes y 4.5 asistencias.
Pese a que el equipo comenzó con un balance de 5-15 transcurridos los primeros 20 encuentros, supo reaccionar y acabar metiéndose en playoffs tras finalizar con un récord de 42-40. Miami venía lanzado y superó en 1.ª ronda a New Orleans por 4-3. En Semifinales cayeron contra Indiana Pacers, que llevaba el mejor récord del Este, por 4-2. La combinación de jóvenes como Odom, Wade, Butler, Alston, Haslem, junto con veteranos como Eddie Jones o Grant, devolvieron la ilusión a unos Heat que se convirtieron en una de las sensaciones de la temporada.

#### 2005-2008: Wade y O'Neal

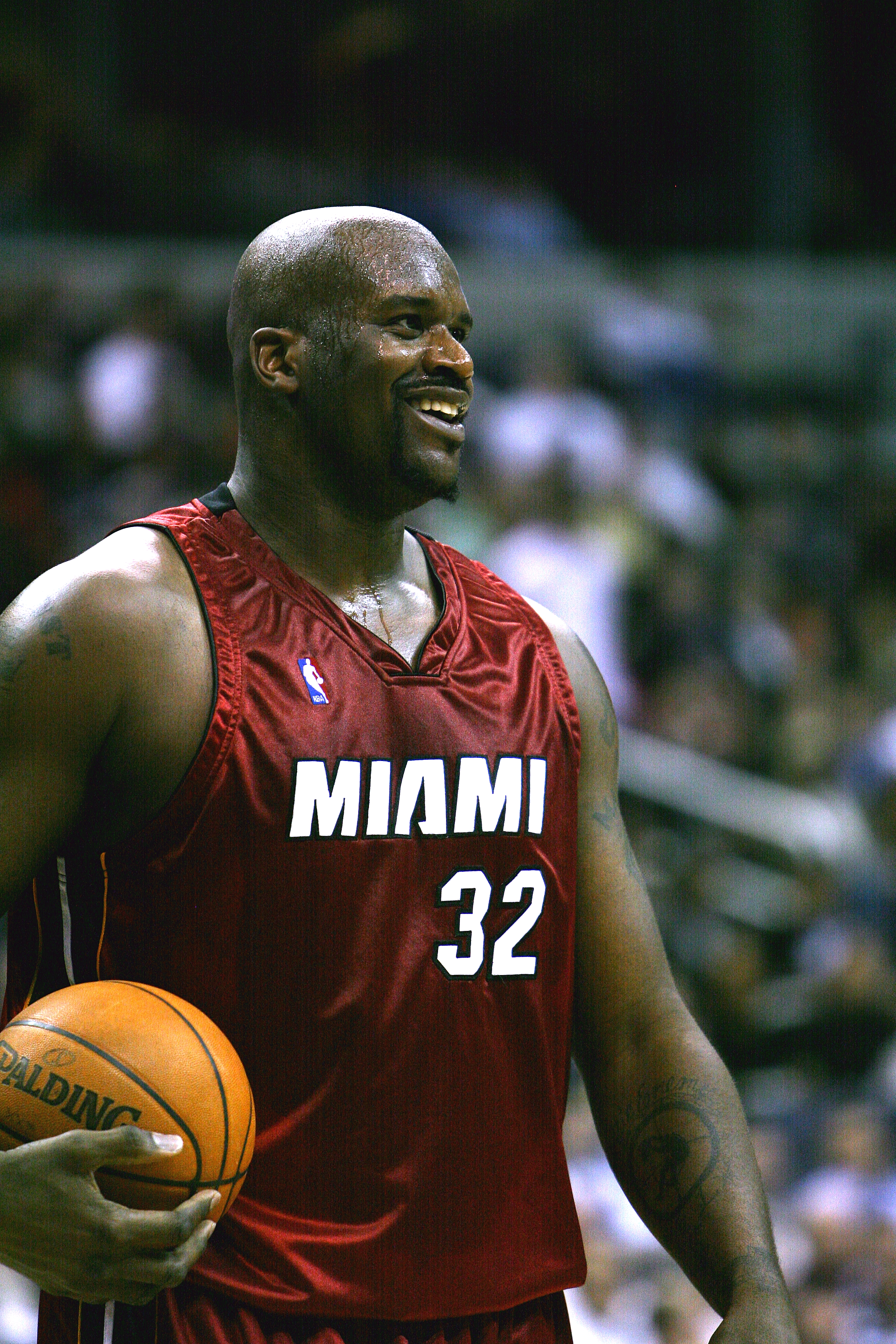
La llegada de Shaq potenció la franquicia

Después de la prometedora temporada 2003-04, Miami había vuelto a ser considerado un destino interesante para los jugadores. El 14 de julio de 2004 dieron el paso adelante definitivo con la adquisición del pívot más dominante de la liga, Shaquille O'Neal. En aquel traspaso con Los Angeles Lakers, Miami envió a California a Lamar Odom, Caron Butler y Brian Grant. Dwyane Wade y O'Neal se convirtieron en una de las sociedades más productivas de la NBA. Ambos superaron la veintena de puntos, especialmente destacable fue el crecimiento que dio Wade con 24.1 puntos, 5.2 rebotes y 6.8 asistencias. O'Neal, por su parte, firmó en su primera campaña en Miami 22.9 puntos y 10.4 rebotes. Lógicamente, los dos estuvieron presentes en el All-Star Game de la NBA 2005.
Aquella temporada también reunió a varios miembros conocidos en Miami. Ron Rothstein, el primer técnico en la historia de los Heat, se convirtió en entrenador asistente y tanto Steve Smith como Alonzo Mourning retornaron al equipo ya muy veteranos.
Miami logró su segundo mejor récord en la historia de la franquicia, 59-23. En los Playoffs ganaron 8 partidos seguidos en las 2 rondas iniciales derrotando por 4-0 a New Jersey y Washington respectivamente. En las Finales de la Conferencia Este se enfrentaron a los Detroit Pistons. Los equipos ganaron, cada uno, dos de los cuatro partidos disputados antes de que Miami lograra una fácil victoria en el quinto encuentro, dejando a los Pistons al borde de la eliminación, pero Miami perdió a Wade a causa de una distensión muscular. Sin Wade, los Heat fueron derrotados por 91-66 en el sexto partido. En el séptimo y decisivo en Miami, reapareció Wade forzando su estado físico, pero no fue suficiente para que Miami accediera a sus primeras Finales. Detroit venció 82-88 y, por segundo año consecutivo, accedía a las Finales de la NBA, justo al año siguiente de lograr su tercer título.
En pretemporada, los Heat cambiaron casi por completo la plantilla. En el que está considerado como el trade más grande en cuanto a jugadores de la NBA, con 5 equipos y 13 jugadores involucrados, los Heat consiguieron al antiguo All Star Antoine Walker, Jason Williams y James Posey, mientras que se desprendieron de Eddie Jones, Rasual Butler y Qyntel Woods. Miami también firmó al futuro Hall of Fame Gary Payton, de 37 años, al tirador Jason Kapono, y a Wayne Simien, elegido en el draft de 2005.
Damon Jones, que quedó como agente libre, optó por la mejor oferta que le hicieron los Cleveland Cavaliers. Algunos criticaron, a la hora de establecer favoritos, que Miami había conjuntado un buen equipo pero muy veterano (O'Neal, Mourning o Payton eran los ejemplos más evidentes), incluso con jugadores que ya poco tenían que ofrecer, caso de Walker o Williams.
Tras un comienzo de 11–10, con un O'Neal lesionado, Riley se convirtió nuevamente en el entrenador del equipo el 12 de diciembre de 2005, tras la renuncia de Van Gundy por asuntos personales. El equipo ganó los primeros tres partidos bajo la conducción de Riley, perdiendo el cuarto con los Cleveland Cavaliers. El mes de enero se saldó con 10 victorias y 5 derrotas, pero los Heat seguían siendo criticados por no poder vencer a los equipos más potentes de la liga. Habían caído dos veces ante San Antonio Spurs, vigentes campeones, y otras 2 ante Phoenix Suns, aparte de la humillante derrota que sufrieron a manos de Dallas Mavericks, por 36 puntos.
A pesar de las críticas, el equipo consiguió entrar en los playoffs, salir victorioso de todas las rondas y llegar a las Finales de la NBA por primera vez en su historia, dónde ganó 4-2 a los favoritos Dallas Mavericks. Dwyane Wade consiguió el MVP de las Finales.
En los meses de febrero y marzo lograron una racha de 15 victorias en 16 partidos que permitió resurgir al equipo, que terminó la temporada con un récord de 52-30, el segundo mejor de la Conferencia Este, por debajo de las 64 victorias de los Pistons.
Miami llegaba con el segundo mejor récord del Este, lo que les enfrentaba en 1.ª ronda al séptimo clasificado, Chicago Bulls. Miami empezó con el pie derecho venciendo los 2 primeros partidos de la serie, pero de vuelta a Chicago los Bulls empataron la serie 2-2, volviendo a despertar dudas en el entorno de Miami. Dudas que se disiparon en los dos encuentros siguientes con holgadas victorias de los hombres de Pat Riley, liquidando la serie con un definitivo 4-2. Udonis Haslem fue expulsado en el segundo cuarto del primer partido por lanzarle el protector bucal al árbitro Joe Crawford.
En Semifinales de Conferencia se enfrentaron a New Jersey Nets. Miami perdió el primer partido en casa, pero a raíz de ahí, ganaron los 4 siguientes. Miami, por segunda vez en su historia, accedía a las Finales de Conferencia. En ellas esperaba el previsible rival, Detroit Pistons. Esta vez salieron triunfales los hombres de Riley, que vincieron por 4-2 en una serie más apacible que la del pasado año. Miami llegó a marchar 3-1 en la serie, Detroit acortó distancias en el quinto en The Palace of Auburn Hills (91–78), pero los Heat respondieron de nuevo en su cancha, venciendo en el sexto encuentro por 95–78.
Después de derrotar a Detroit Pistons, los Heat accedieron a su primera Final de la NBA contra Dallas Mavericks. Para Dallas también suponía su primera aparición en una final.
Miami cayó derrotado en sus dos primeras visitas a Dallas, 90-80 y 99-85, respectivamente. En el tercero las cosas cambiaron tras la remontada que los Heat culminaron de 13 puntos en los últimos 6 minutos del último cuarto, cuando Dallas ya cantaba el 3-0. Liderados por Wade, que anotó 42 puntos y capturó 13 rebotes, y que se convirtió en el gran héroe que permitió a Miami Heat remontar y ganar 98-96.
Wade empató su mejor marca en puntos en la fase final y estableció una nueva en rebotes, además surgió con canastas decisivas en la reacción de los Heat, que a ocho minutos y medio del final perdían por doce puntos, 83-71.
Éxito similar se vivió en el cuarto partido, donde Dwyane Wade se olvidó de la lesión en la rodilla izquierda y volvió a exhibirse con 36 puntos en la victoria (98-74) que suponía el 2-2 en la final. Junto a Wade, O'Neal y Posey fueron los otros grandes protagonistas del triunfo con 17 puntos y 13 rebotes, y 15 puntos y 10 rebotes, respectivamente.

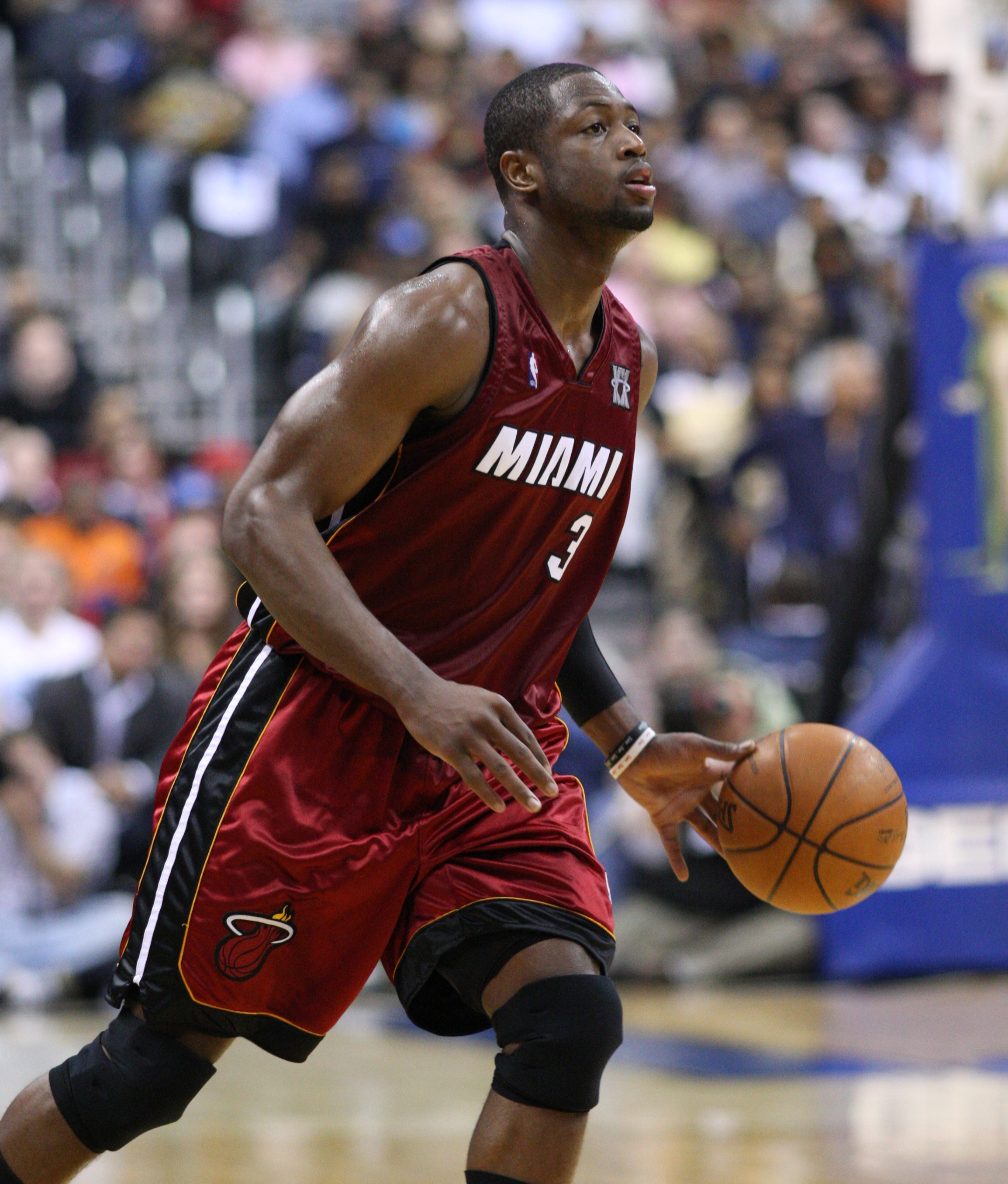
Wade fue clave en el anillo con su MVP de las Finales.

 Mourning era otra de las claves del buen hacer de los Heat, el veterano pívot vivió una segunda juventud y daba minutos de descanso de calidad a O'Neal. En 13 minutos, aportó 4 puntos, 6 rebotes y 3 tapones. Este encuentro fue el partido número 100 en playoffs de su historia.
Por tercera vez consecutiva las actuaciones de Wade, que anotó 43 puntos, hicieron posible que Miami Heat superasen un marcador adverso para ganar en la prórroga por 101-100 a los Mavs en el quinto partido de la final.
Wade, que estableció su mejor marca individual en la fase final, anotó los dos puntos de la victoria desde la línea de personal con 1,9 segundos para que concluyese la prórroga, que también forzó cuando logró el empate a 93-93 con 2,8 segundos para finalizar el tiempo reglamentario. En referencia a esos 2 tiros libres Wade declaró:

Cuando hice los dos tiros de personal estaba seguro que no iba a fallarlos porque la noche anterior había estado practicando con mi primo, que me molestaba para ver si fallaba como me hizo Jason Terry. Pero estaba convencido de que no iba a fallar.

El único equipo que previamente había podido ganar 3 partidos consecutivos en casa en una Final fueron los Pistons en las Finales de 2004, desde que se instaurase el formato 2-3-2 en 1985.
En el sexto encuentro, de vuelta a Dallas, Miami rubricó una gran final con el título de campeón de la NBA, por primera vez en su historia. Dwyane Wade con 36 puntos, incluidos cuatro en los últimos 26 segundos, 10 rebotes y 5 asistencias, encabezó por enésima vez en la temporada el ataque de Miami para vencer por 92-95 y alzarse con el MVP de las Finales. Wade promedió en las Finales 34.7 puntos (con 47 % en tiros de campo) y 7.8 rebotes por partido.
Junto a Wade, Haslem (17 puntos y 10 rebotes), Walker (14-11), Mourning (que en 14 minutos, aportó 8 puntos, 6 rebotes y 5 tapones, el sustituto perfecto a los problemas de faltas de Shaq) y Posey (con un triple demoledor que le dio a los Heat una ventaja parcial de 81-87 decisiva) fueron las claves del triunfo.
O'Neal, que ganó su cuarto título, no tuvo su mejor noche y se quedó en 9 puntos y 12 rebotes. Mourning, por su parte, veía alcanzado el sueño del anillo, tras tantos años en la franquicia.
Miami comenzó de manera desastrosa la temporada, cayendo ante Chicago Bulls por 42 puntos de diferencia, 66-108. La peor derrota como locales de toda su historia y, sin duda, la peor diferencia de un campeón en su primer encuentro. Shaquille O'Neal se lesionó al poco de comenzar la temporada por una lesión en la rodilla derecha, que le obligó a perderse 42 partidos. Walker y Payton ya tenían muy poco que ofrecer y su rendimiento disminuyó mucho, lo que motivó el crecimiento de algunos jugadores que antes no venían contando mucho como los jóvenes Jason Kapono y Dorell Wright.
La primera mitad de temporada fue desalentadora. Pat Riley dejó el cargo de entrenador para tomarse un tiempo de descanso, Riley aprovechó el descanso para someterse a una operación quirúrgica que le ayudó a superar las molestias que padecía en la rodilla y cadera derecha. Wade se lesionó de la muñeca, lo que le mantuvo fuera 31 partidos, mientras que James Posey y Antoine Walker fueron suspendidos tras no superar un examen médico cuyos niveles de grasa corporal sobrepasaban los parámetros del equipo. Así, Rothstein, técnico interino de Miami se puso a cargo del equipo y Eddie Jones fue fichado de nuevo después de salir de Memphis Grizzlies. O'Neal volvió a las canchas en enero, y Riley regresó en la segunda mitad de la temporada.

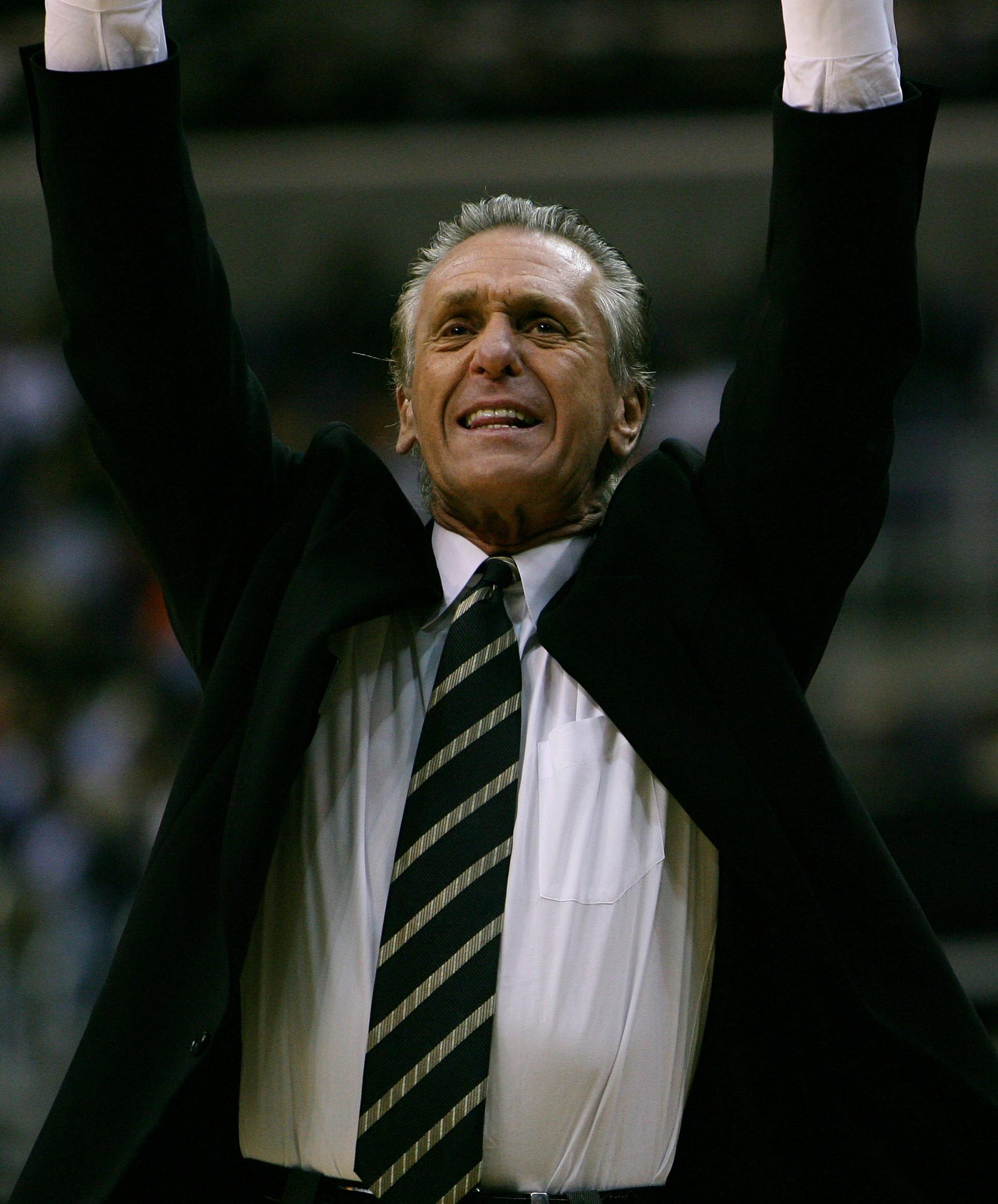
Pat Riley es el entrenador que más temporadas ha dirigido a los Heat.

Cuando parecía que peor no podían ir las cosas en Miami, el 21 de febrero en un encuentro frente a Houston Rockets, a Wade se le dislocó el hombro izquierdo. En vez de recurrir a la operación, Wade optó por la rehabilitación con la esperanza de volver para los playoffs. La recuperación del jugador fue exitosa y Wade regresó al equipo el 9 de abril de 2007 frente a Charlotte Bobcats. Pero a la estrella de los Heat se le notaba falto de forma, como él mismo reconoció. Después de la lesión de Wade, muchos predijeron, incluso, que los Heat se iban a quedar fuera de playoffs. Predicciones que rápidamente fueron desechadas después de que los Heat lograran una racha de 9 triunfos consecutivos en la primera quincena de marzo de 2007, y una racha de 14 triunfos consecutivos en casa.
Shaquille O'Neal fue la razón principal del resurgimiento de los Heat, ya que había recuperado su mejor baloncesto de la temporada y se estaba convirtiendo en la amenaza ofensiva que necesitaban los Heat para volver a ser determinantes. Poco después de la vuelta de Wade, el abuelo de O'Neal falleció, perdiéndose este dos partidos. Además, Haslem y Payton sufrieron sendas lesiones, que en el caso del base le prohibieron estar en playoffs. Pese a estar sin Wade el equipo firmó un 16-7 en ausencia del escolta que le valió para asegurar el séptimo título de división. El balance final fue de 44-38, y en playoffs tocaba enfrentarse, con la ventaja de campo a favor, a Chicago Bulls.
Sin embargo, de nada sirvió esa hipotética ventaja de campor ya que los Bulls arrollaron a Miami por un contundente 4-0. Miami se convirtió en el primer equipo desde 1957 que defendiendo el título caía en la primera ronda sin ganar ni un partido. St. Louis, por aquel entonces, barrió por 3-0 a Minneapolis. Y Chicago también se convirtió en el primero en eliminar a los campeones defensores en la primera ronda de la fase final desde que en el 2000 lo hicieron los Suns con los Spurs. Irónicamente, el entrenador que dirigió a los Suns fue el mismo que ocupaba el banquillo de los Bulls, Scott Skiles. Esta derrota también supuso la primera derrota por 4-0 sufrida por Miami.
Tras la decepcionante temporada 2006-07, Miami, en vez de reconstruir, comenzó con intenciones de volver a la élite. En el draft de 2007 eligieron a Jason Smith en el puesto número 20 para traspasarlo después por el número 21, Daequan Cook. En 2.ª ronda también traspasaron su elección, el bosnio Stanko Barać, a Indiana Pacers por una futura 2.ª ronda. Miami perdió a Jason Kapono y a James Posey, que marcharon a Toronto Raptors y Boston Celtics, respectivamente. Miami necesitaba un base con urgencia y consiguió a Smush Parker, que no mejoraba mucho lo que había, y al veterano escolta Penny Hardaway, que volvía a encontrarse con Shaq después de su exitosa etapa en Orlando. Sin embargo, Hardaway, ya muy veterano, fue cortado en diciembre. Miami también consiguió traer de vuelta a Ricky Davis, en un trade en el que consiguió también a Mark Blount y envió a Minnesota Timberwolves a Antoine Walker, Wayne Simien, Michael Doleac y una 1.ª ronda condicionada. Ricky llegó para ser la 3.ª opción en ataque tras Dwyane Wade y Shaquille O'Neal, pero las circunstancias que le depararon a los Heat fueron bien distintas.
El 19 de diciembre de 2007 durante el primer cuarto del encuentro frente a Atlanta Hawks, Mourning se desgarró el tendón de la rodilla derecha y, pese a la insistencia de los médicos, no dejó que lo retiraran en camilla, llegando a comentar que esa no era la manera en que imaginaba salir de una cancha por última vez en su carrera. No obstante, el jugador inició un proceso de recuperación durante 2008, con la intención de seguir jugando otra temporada más si el cuerpo se lo permite y desquitarse del varapalo sufrido en la temporada de su despedida.

#### 2008-2010
El 5 de febrero de 2008, ESPN publicó que Miami estaba interesado en traspasar a Shaquille O'Neal, contrario a la opinión de Pat Riley un mes antes declarando que los Heat no tenían intención de traspasar al 13 veces all-star. Un día después, sin embargo, Miami traspasó a O'Neal a Phoenix Suns por Shawn Marion y Marcus Banks, poniendo fin a la etapa Wade & Shaq.
El 19 de marzo de 2008, Miami fue ridiculizado por Toronto Raptors al caer 96-54, en lo que es la tercera peor derrota de la historia de la NBA durante la época del reloj de posesión. A este nefasto récord le siguió el de menos canastas anotadas con 17 en un encuentro disputado ante Boston Celtics el 30 de marzo.
Los Heat acabaron la temporada con el peor récord en la NBA, 15-67, igualando su peor balance en la historia que firmaron en su primer año en la liga. Wade volvió a perderse 31 partidos y no arriesgo para estar a punto en la temporada 2008-09, mientras que Haslem se perdió 33 y Williams 16. Miami acabó la temporada con un equipo atípico, donde cobraron mayor protagonismo jugadores jóvenes como Chris Quinn, Daequan Cook, Earl Barron, Kasib Powell o Blake Ahearn. Acabaron la temporada venciendo a Atlanta Hawks 113-99, permitiendo igualar el peor registro de victorias en una temporada en la historia de Miami.
A pesar de las dos temporadas en las que sus números mermaron notoriamente, Pat Riley comenzó a diseñar un verdadero plan para devolverle su estatus de gran equipo a la franquicia, algo que los había llevado a ser campeones en 2006. Con el traspaso de O'Neal liberaron carga salarial y la llegada de Marion ofrece una alternativa de nivel a la idea de reconstruir en torno a Wade rodeándole de buenos jugadores. Wade declaró que su intención era continuar en la franquicia y ser parte del proceso de reconstrucción pensado desde los despachos de Miami Heat. Su decisión de permanecer junto al equipo que lo vio crecer como jugador de baloncesto, llevó a una masiva campaña de fanes para presionar a los dirigentes en su intento por renovarle su contrato una vez finalizado el mismo.
En el draft de 2008, los Heat obtuvieron a Michael Beasley en la segunda posición del draft. En febrero de 2009, traspasaron a Shawn Marion y Marcus Banks a Toronto Raptors por Jermaine O'Neal y Jamario Moon. Los Heat terminaron con un 43-39, siendo eliminados en playoffs por Atlanta Hawks en primera ronda. Wade fue el líder del equipo al promediar 30,2 puntos por partido.
En la 2009-10, la temporada fue mucho más inconsistente. Con un irregular comienzo, los Heat lograron ganar 12 de 13 partidos en el sprint final, logrando clasificarse para playoffs como quintos. En primera ronda se enfrentaron a Boston Celtics, siendo eliminados.

#### 2010-2014: El Big Three de Wade, LeBron y Bosh

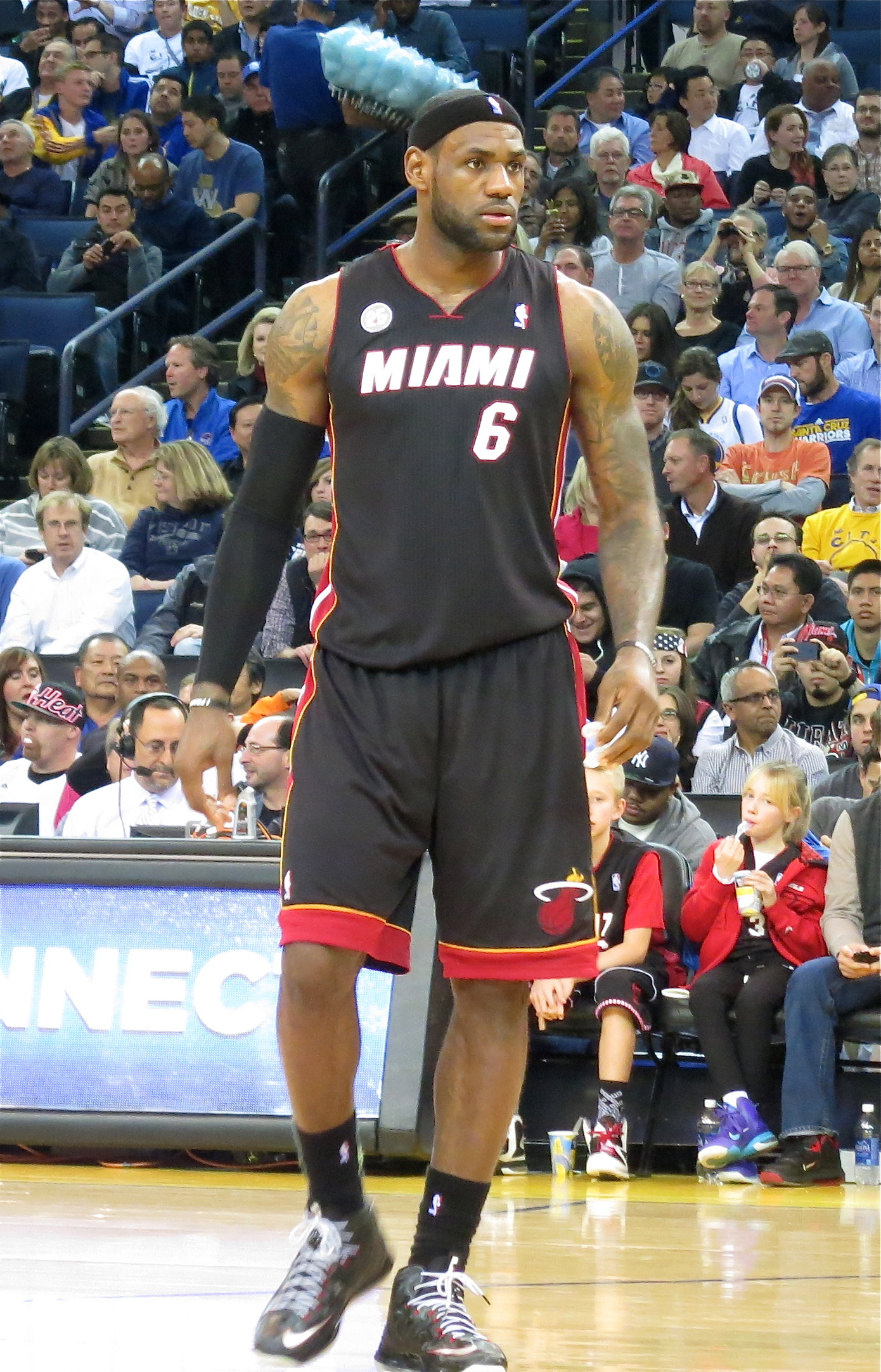
LeBron James con el uniforme de Miami Heat.

Miami Heat entró en la Agencia Libre de la NBA en 2010 con cerca de 45 millones dólares en el espacio del tope salarial, con la posibilidad de volver a firmar al agente libre Dwyane Wade, y añadir dos de los mejores jugadores de la NBA: LeBron James y Chris Bosh, llamándolos así el monstruo de tres cabezas ya que se esperaba una gran temporada para los Heat. Los New Jersey Nets, New York Knicks, Los Angeles Clippers, Chicago Bulls, Cleveland Cavaliers, Dallas Mavericks y los propios Heat estaban en negociaciones para firmar a LeBron James. El 7 de julio de 2010, Dwyane Wade y Chris Bosh llegaron a un acuerdo con Miami Heat. Luego, el 8 de julio de 2010, LeBron James mantuvo un especial de una hora en ESPN para anunciar su decisión de jugar con los Heat. Más tarde esa noche, los Heat anunciaron el traspaso de Michael Beasley a los Minnesota Timberwolves por un par de rondas de draft y dinero.
El 8 de julio de 2010, se hizo oficial que las superestrellas de la NBA y ganadores de la medalla de oro olímpica de Beijing LeBron James, Dwyane Wade y Chris Bosh se unirían a Miami. El equipo finalizó los traspasos con el envío de un total de cuatro futuras primeras rondas y dos selecciones de segunda ronda a los Cavaliers y los Raptors de Bosh y James (ambos de 6 años y la firma de los contratos de 110,1 millones dólares). Dwyane Wade volvió a firmar con los Heat de 107,59 millones dólares por seis años. Las tres estrellas tuvieron cláusulas de rescisión anticipada de sus contratos, lo que les permite convertirse en agentes libres de nuevo en el verano de 2014. El último año en las tres ofertas, de 2015-16, es una opción del jugador. Los tres hicieron su debut en 2010 en la fiesta de bienvenida de verano de los Heat en el American Airlines Arena el 9 de julio, donde fueron presentados como Los Tres Reyes Magos por el narrador de los Heat y el copresentador Eric Reid.
Al reducir sus sueldos las tres superestrellas, los Miami Heat continuaban armando un equipo campeón, con la renuncia de Udonis Haslem y la firma del alero veterano y compañero de equipo de Haslem en la Universidad de Florida, Mike Miller por 5 años de contrato a razón de 45 millones. Con el fin de llenar los vacíos en la pintura, firmaron al excompañero de James en Cleveland, Žydrūnas Ilgauskas por dos años por el mínimo de veterano, 2,8 millones de dólares, renunciando Joel Anthony, y la firma del ala-pívot Juwan Howard. También llegarían Eddie House y el rookie Dexter Pittman.
El primer partido en la era del "Big three" de Miami, fue contra el antiguo "Big three" de Boston Celtics, perdiendo los de Miami en Boston, 88-80, pero con las lesiones de Udonis Haslem y Mike Miller. Los Heat no tuvieron un buen comienzo, de modo que el entrenador, Erik Spoelstra, fue puesto en entredicho, más cuando se supo de un altercado entre James y Spoelstra en un tiempo muerto.
Pese a la irregular campaña, Wade, James y Bosh fueron seleccionados para el All-Star 2011, siendo la primera vez que la franquicia enviaba tres jugadores a un mismo All-Star. A principios de 2011, los Heat firmaban al veterano base Mike Bibby tras cortar a Carlos Arroyo. Finalmente, los Heat terminaron con un 54-24 y segundos de la Conferencia Este tras los Chicago Bulls. En playoffs, vencieron a Philadelphia 76ers y a Boston Celtics. En las finales de Conferencia vencieron a los Bulls de Derrick Rose por un 4-1, perdiendo solo el primer partido, y avanzando a las finales donde esperaban los Dallas Mavericks de Dirk Nowitzki, emulando las finales de la temporada 2005-06, donde los Heat habían vencido a los Mavericks y habían conseguido el primer anillo de su historia.
En las finales, los Heat vencieron el primer partido, pero los Mavericks remontaron en el segundo. Tras ganar el tercer partido en Dallas, perdieron el cuarto, donde LeBron tuvo un rendimiento paupérrimo. En el quinto partido, los Mavericks vencieron 112-103, remontando la eliminatoria. En el sexto y decisivo, Dallas venció a Miami por 105-95, ganando el primer anillo de su historia.
Ya no quedaban excusas para que Miami Heat fuera campeón de la NBA, liderados por LeBron James, Dwyane Wade y Chris Bosh y con un banquillo estupendo conformado por Mike Miller, Shane Battier, Norris Cole, el reboteador Udonis Haslem, y el base anotador Mario Chalmers, los Heat comenzaron la temporada en buena forma, con un récord de 46-20 y segundos de la Conferencia Este, ya que fue una temporada lockout y solo hubo 66 partidos. En playoffs, vencieron 4-1 a los New York Knicks de Carmelo Anthony en primera ronda. En segunda, se enfrentaron a los Indiana Pacers, llegando a perder 2-1, y con Bosh lesionado. Pese a todo, los Heat consiguieron remontar la eliminatoria a merced de unas grandes actuaciones de LeBron y Wade y pasando a las finales de Conferencia. En ellas se enfrentaron a los veteranos Boston Celtics, contra los cuales también fueron perdiendo 3-2. Finalmente, ganaron en siete partidos tras un gran LeBron James.
En las finales de la NBA, se enfrentaban a unos jóvenes Oklahoma City Thunder, liderados por Kevin Durant y que llegaban por primera vez a unas finales. Los Heat empezaron perdiendo el primer partido. Conforme avanzaban las finales, los Heat se mostraron intratables, ganando por un global de 4-1 y con LeBron ganando el MVP. Los Heat ganaban el segundo anillo de su historia, y jugadores como LeBron o Bosh, el primero de su carrera.
En la temporada 2012-13 los Heat llegaban como principales candidatos a defender el título; además, obtuvieron a Ray Allen procedente de Boston Celtics para actuar como sexto hombre. Jugadores como Rashard Lewis o Chris Andersen llegaban para apuntalar las debilidades del equipo. Los Heat demostraron un dominio intratable a lo largo de la temporada, logrando 27 victorias consecutivas (la tercera mayor racha tras las 33 de los Lakers de la 71-72 y la actual de Golden State Warriors de 28 que viene de la 14-15 y toda la 15-16) y finalizando primeros en la Conferencia Este y en toda la liga, con un 66-16 que, asimismo, se convertiría en el récord de franquicia.
En los playoffs, se enfrentaron a Milwaukee Bucks en primera ronda, ganando con un contundente 4-0. En segunda, se midieron con los Chicago Bulls, los cuales les dieron un susto en el primer partido ganándoles. Sin embargo, Miami fue capaz de ganar los siguientes 4 encuentros y así pasar a sus terceras finales de conferencia consecutivas.
Esta vez les tocó enfrentarse a Indiana Pacers, serie en la que con un motivado LeBron James y un muy activo Chris Andersen, lograron ganar la serie en unos dificultosos 7 partidos.
Miami Heat avanzó hacia las finales por tercer año consecutivo, pero esta vez se enfrentaría San Antonio Spurs. El primer juego en el American Airlines Arena San Antonio le ganaba a Miami en un partido que se definió sobre el final con un Tony Parker y Tim Duncan muy activos. Pero en el segundo partido, Miami venció a San Antonio en un partido extraordinario de parte de los locales. En el tercer partido, San Antonio le pagó con la misma moneda a Miami Heat venciendo de una forma contundente en lo que fue una de las peores derrotas de las Finales de la NBA. Desde ese partido comenzaron las críticas a LeBron James, Dwyane Wade y Chris Bosh pero sobre todo al MVP, porque no mostraban su mejor juego. En el cuarto partido, Miami venció cómodamente a San Antonio, pero en el siguiente partido San Antonio venció dejando la serie 3-2 para los texanos. En el sexto partido, Miami perdía por 13 puntos cuando empezaba el cuarto, llegando a estar a 5 puntos faltando menos de medio minuto. En ese momento, Erik Spoelstra pedía tiempo muerto para organizar una jugada, al finalizar el tiempo muerto, Lebron James tiró de 3 puntos, errando, pero Miami cogió el rebote, se la dieron de vuelta al MVP y no falló de 3. Lo mismo pasó segundos después, Lebron James tiró un triple que erró y Bosh agarró el rebote ofensivo pasándoselo a Ray Allen que tiró un triple extraordinario a falta de 5 segundos llevando el partido a la prórroga que posteriormente ganaría Heat. En el séptimo partido Miami le ganó a San Antonio con un LeBron James y Shane Battier terribles coronándose bicampeones de la NBA. LeBron James fue el MVP de las finales con medias de 25,3 puntos, 10,9 rebotes y 7 asistencias en esta última serie.

#### 2014-2016: Disolución del Big Three
Poco después de perder las finales ante San Antonio Spurs, LeBron James anunció su retorno a Cleveland Cavaliers lo que hizo que el equipo se tuviera que reforzar y lo hizo con jugadores como Luol Deng, Josh McRoberts, Danny Granger o los prometedores rookies Shabazz Napier y James Ennis.
Poco después de la partida de LeBron James a su ciudad natal Cleveland Cavaliers los Heat se pudieron levantar de nuevo después de la humillante temporada 2014-15 Que terminan con un récord de 37-45 siendo fuera de Playoffs. 
Durante la temporada 15-16 los Heat pudieron reforzarse con jugadores muy prometedores para el futuro como  Hassan Whiteside, como el base esloveno Goran Dragić y los rookies como Justise Winslow o Josh Richardson.
Han podido reconstruirse para poder, ser un equipo competitivo de nuevo, hasta que pudieron colocarse en los playoffs en el 3 lugar de la conferencia este y los 1.os de la división sureste.

### 2016-2019: Marcha y regreso de Wade
El 6 de julio de 2016, Wade anunció que dejaba los Heat para irse al equipo de su ciudad natal, los Chicago Bulls. En septiembre de 2016, Chris Bosh sufrió numerosos contratiempos y falló su examen físico con el equipo, por lo que no fue aprobado por el equipo para participar en el campo de entrenamiento. El 26 de septiembre de 2016, el presidente de los Heat, Pat Riley, dijo que el equipo dudaba sobre el regreso de Bosh en la cancha y consideró que su carrera con el equipo había terminado, y señaló que el equipo ya no estaba trabajando para su regreso.
A pesar de lo que muchos pensaron que esta no había sido la peor temporada para los Heat. Con la salida de Wade y con Bosh en estado de salud delicado, Pat Riley tuvo que buscar armar un equipo, en como el lo describe, de la noche a la mañana. Por tales motivos logró fichar a jugadores los cuales no habían sido recontratados por sus equipos y su única opción para seguir en la NBA, era jugar en el AAA. De tal modo que jugadores como Dion Waiters, James Johnson, Willie Reed y Wayne Ellington llegaron a Florida para jugar en el Tricampeón. 
Se dio a conocer a principios de año que Chris Bosh había fallado una vez más su examen médico, y que el equipo ya no trabajaba en su reincorporación al deporte. De tal modo que el equipo quedó en manos de Udonis Haslem, Whiteside y Dragić. 
Sin embargo la primera mitad de la temporada fue más que desastrosa, terminó con 11-30, el segundo peor récord de toda la liga. Sin embargo el equipo se supo sobreponer a las adversidades, empezando a ganar, llegando a una racha de 13 partidos consecutivos. Con actuaciones estelares como la de Dion Waiters, James Johnson, Ellington, Dragić y por supuesto Whiteside. De tal modo que el equipo terminó la temporada regular con una marca de 41-41 (.500) logró que ninguno otro equipo en la NBA había llevado a cabo jamás. 
A pesar de los esfuerzos el equipo no entró a los Playoffs del 2017, pues a pesar de ganar su último partido, necesitaba que los Bulls de Chicago o los Pacers de Indiana, perdieran este mismo. Esto no sucedió y los Heat, terminaron en noveno lugar de la Conferencia Este.
Por la hazaña del equipo durante la segunda mitad de la temporada, Erik Spoelstra fue nominado al Entrenador del año, quedando en segundo lugar debajo del Director Técnico de los Houston Rockets Mike D'Antoni.
El 8 de febrero de 2018, tras temporada y media en fuera de South Beach, Wade retorna a Miami Heat a cambio de una segunda ronda del draft de 2024 para los Cleveland Cavaliers. Consiguieron clasificarse para playoffs, cayendo en primera ronda ante Philadelphia 76ers (1-4).
Al finalizar la temporada anterior, Wade anunció sus intenciones de retirarse tras jugar un año más. Por lo que la 2018-19 se convertiría en un homenaje a Wade en la que la franquicia no consiguió el pase a postemporada.

### 2019-2025: La era de Jimmy Butler
A principios de julio de 2019 los Heat ficharon a Jimmy Butler en un sign-and-trade con los Philadelphia 76ers. En el mes de febrero incorporaron a Andre Iguodala y Jae Crowder. En la postemporada, que se celebró en la Burbuja de Disney World, eliminaron a los Indiana Pacers por 4-0 en la primera ronda y en las semifinales lograron eliminar a los Milwaukee Bucks, que habían sido el mejor equipo de la fase regular, por 4-1. En la Final de Conferencia se deshicieron de los Boston Celtics y se clasificaron para las Finales de la NBA por sexta vez en su historia.
Durante la temporada 2020-21, el equipo no consiguió ninguna incorporación importante, manteniendo el mismo bloque que les llevó a las finales del año anterior. Terminaron la temporada con un balance de 40-32, en sexta posición de su conferencia, y clasificando para playoffs por segundo año consecutivo. En primera ronda cayeron ante los Milwaukee Bucks de Giannis Antetokounmpo, por 0-4.
Para la temporada 2021-22 los Heat se hicieron con los servicios de Kyle Lowry. Terminaron la temporada regular con un balance de 53-29, el mejor de todo el Este y campeón de su división. Tyler Herro fue elegido Mejor Sexto Hombre. En primera ronda se deshacen de los Atlanta Hawks de Trae Young (4-1), luego de los 76ers (4-2), pero cayeron en las Finales de Conferencia ante los Celtics de Jayson Tatum en siete partidos.
De cara a la 2022-23 el equipo no realizó ningún movimiento significativo durante el verano. El 10 de enero de 2023 lograron el récord de la liga de más tiros libres sin fallo en un partido ante Oklahoma City Thunder, al anotar 40 de 40 lanzamientos. Destacó Jimmy Butler, que anotó 23 de 23, algo que solo habían logrado con anterioridad James Harden, Dirk Nowitzki y Dominique Wilkins. El equipo finalizó como campeón de su división aunque séptimo de su conferencia, por lo que disputó el Play-In, siendo derrotado por Atlanta en el primer encuentro, pero ganando a Chicago, para asegurarse el octavo puesto en playoffs, clasificándose así por cuarto año consecutivo. Ya en postemporada se deshizo en primera ronda del primer clasificado de su conferencia y mejor récord de la liga, los Milwaukee Bucks (4-1), luego venció en semifinales a New York Knicks (4-2) y ganó en el séptimo encuentro de las finales del Este a Boston Celtics (4-3) para alcanzar las finales de la NBA, con Jimmy Butler siendo elegido MVP del Este. Además, se convirtió en el segundo equipo en toda la historia que logra llegar a esta fase entrando como octavo clasificado. Luego en las Finales cayeron ante los Denver Nuggets de Nikola Jokić (1-4). Para el entrenador Spoelstra fueron sus sextas finales como técnico de los Heat (2V-4D).

## Trayectoria
Nota: G: Partidos ganados; P:Partidos perdidos; %:porcentaje de victorias
| Temporada  | G    | P    | %    | Playoffs                                                                                      | Resultados                                                                         |
| ---------- | ---- | ---- | ---- | --------------------------------------------------------------------------------------------- | ---------------------------------------------------------------------------------- |
| Miami Heat |      |      |      |                                                                                               |                                                                                    |
| 1988–89    | 15   | 67   | .183 |                                                                                               |                                                                                    |
| 1989–90    | 18   | 64   | .220 |                                                                                               |                                                                                    |
| 1990–91    | 24   | 58   | .293 |                                                                                               |                                                                                    |
| 1991–92    | 38   | 44   | .463 | Pierde 1.ª Ronda                                                                              | Chicago 3, Miami 0                                                                 |
| 1992–93    | 36   | 46   | .439 |                                                                                               |                                                                                    |
| 1993–94    | 42   | 40   | .512 | Pierde 1.ª Ronda                                                                              | Atlanta 3, Miami 2                                                                 |
| 1994–95    | 32   | 50   | .390 |                                                                                               |                                                                                    |
| 1995–96    | 42   | 40   | .512 | Pierde 2.ª Ronda                                                                              | Chicago 3, Miami 0                                                                 |
| 1996–97    | 61   | 21   | .744 | Gana 1.ª Ronda Gana Semifinal de Conferencia Pierde Final de Conferencia                      | Miami 3, Orlando 2 Miami 4, New York 3 Chicago 4, Miami 1                          |
| 1997–98    | 55   | 27   | .671 | Pierde 1.ª Ronda                                                                              | New York 3, Miami 2                                                                |
| 1998–99    | 33   | 17   | .660 | Pierde 1.ª Ronda                                                                              | New York 3, Miami 2                                                                |
| 1999–2000  | 52   | 30   | .634 | Gana 1.ª Ronda Pierde Semifinal de Conferencia                                                | Miami 3, Detroit 0 New York 4, Miami 3                                             |
| 2000–01    | 50   | 32   | .610 | Pierde 1.ª Ronda                                                                              | Charlotte 3, Miami 0                                                               |
| 2001–02    | 36   | 46   | .439 |                                                                                               |                                                                                    |
| 2002–03    | 25   | 57   | .305 |                                                                                               |                                                                                    |
| 2003–04    | 42   | 40   | .512 | Gana 1.ª Ronda Pierde Semifinal de Conferencia                                                | Miami 4, New Orleans 3 Indiana 4, Miami 2                                          |
| 2004–05    | 59   | 23   | .720 | Gana 1.ª Ronda Gana Semifinal de Conferencia Pierde Final de Conferencia                      | Miami 4, New Jersey 0 Miami 4, Washington 0 Detroit 4, Miami 3                     |
| 2005–06    | 52   | 30   | .634 | Gana 1.ª Ronda Gana Semifinal de Conferencia Gana Final de Conferencia Gana Final de la NBA   | Miami 4, Chicago 2 Miami 4, New Jersey 1 Miami 4, Detroit 2 Miami 4, Dallas 2      |
| 2006-07    | 44   | 38   | .537 | Pierde 1.ª Ronda                                                                              | Chicago 4, Miami 0                                                                 |
| 2007-08    | 15   | 67   | .183 |                                                                                               |                                                                                    |
| 2008-09    | 43   | 39   | .524 | Pierde 1.ª Ronda                                                                              | Atlanta 4, Miami 3                                                                 |
| 2009-10    | 47   | 35   | .573 | Pierde 1.ª Ronda                                                                              | Boston 4, Miami 1                                                                  |
| 2010-11    | 58   | 24   | .707 | Gana 1.ª Ronda Gana Semifinal de Conferencia Gana Final de Conferencia Pierde Final de la NBA | Miami 4, Philadelphia 1 Miami 4, Boston 1 Miami 4, Chicago 1 Dallas 4, Miami 2     |
| 2011-12    | 46   | 20   | .697 | Gana 1.ª Ronda Gana Semifinal de Conferencia Gana Final de Conferencia Gana Final de la NBA   | Miami 4, New York 1 Miami 4, Indiana 2 Miami 4, Boston 3 Miami 4, Oklahoma City 1  |
| 2012-13    | 66   | 16   | .805 | Gana 1.ª Ronda Gana Semifinal de Conferencia Gana Final de Conferencia Gana Final de la NBA   | Miami 4, Milwaukee 0 Miami 4, Chicago 1 Miami 4, Indiana 3 Miami 4, San Antonio 3  |
| 2013-14    | 54   | 28   | .659 | Gana 1.ª Ronda Gana Semifinal de Conferencia Gana Final de Conferencia Pierde Final de la NBA | Miami 4, Charlotte 0 Miami 4, Brooklyn 1 Miami 4, Indiana 2 San Antonio 4, Miami 1 |
| 2014-15    | 37   | 45   | .567 |                                                                                               |                                                                                    |
| 2015-16    | 48   | 34   | .659 | Gana 1.ª Ronda Pierde Semifinal de Conferencia                                                | Miami 4, Charlotte 3 Toronto 4, Miami 3                                            |
| 2016-17    | 41   | 41   | .500 |                                                                                               |                                                                                    |
| 2017-18    | 44   | 38   | .537 | Pierde 1.ª Ronda                                                                              | Philadelphia 4, Miami 1                                                            |
| 2018-19    | 39   | 43   | .476 |                                                                                               |                                                                                    |
| 2019-20    | 44   | 29   | .603 | Gana 1.ª Ronda Gana Semifinal de Conferencia Gana Final de Conferencia Pierde Final de la NBA | Miami 4, Indiana 0 Miami 4, Milwaukee 1 Miami 4, Boston 2 Los Angeles 4, Miami 2   |
| 2020-21    | 40   | 32   | .556 | Pierde 1.ª Ronda                                                                              | Milwaukee 4, Miami 0                                                               |
| 2021–22    | 53   | 29   | .646 | Gana 1.ª Ronda Gana Semifinal de Conferencia Pierde Final de Conferencia                      | Miami 4, Atlanta 1 Miami 4, Philadelphia 2 Boston 4, Miami 3                       |
| 2022-23    | 44   | 38   | .537 | Gana 1.ª Ronda Gana Semifinal de Conferencia Gana Final de Conferencia Pierde Final de la NBA | Miami 4, Milwaukee 1 Miami 4, New York 2 Miami 4, Boston 3 Denver 4, Miami 1       |
| 2023-24    | 46   | 36   | .561 | Pierde 1.ª ronda                                                                              | Boston 4, Miami 1                                                                  |
| 2024-25    | 37   | 45   | .451 | Pierde 1.ª ronda                                                                              | Cleveland 4, Miami 0                                                               |
| Totales    | 1558 | 1409 | .525 |                                                                                               |                                                                                    |
| Playoffs   | 163  | 136  | .545 | 3 Campeonatos                                                                                 | 3 Campeonatos                                                                      |

## Pabellones
- Miami Arena (1988-2000)
- FTX Arena (antes American Airlines Arena) (2000-presente)

## Jugadores

### Miembros delBasketball Hall of Fame
| Miami Heat       |            |                     |          |
| Nombre           | Posición   | Temporadas          | Inducido |
| Pat Riley        | Entrenador | 1995-2003 2005-2008 | 2008     |
| Gary Payton      | Base       | 2005–2007           | 2013     |
| Alonzo Mourning  | Pívot      | 1995-2002 2005-2008 | 2014     |
| Shaquille O'Neal | Pívot      | 2004–2008           | 2016     |
| Ray Allen        | Escolta    | 2012–2014           | 2018     |
| Chris Bosh       | Ala-Pívot  | 2010-2016           | 2021     |
| Dwayne Wade      | Escolta    | 2003-2019           | 2023     |

### Números retirados
- 1 Chris Bosh (2010–2016)
- 3 Dwyane Wade (2003–2016 y 2017–2019)
- 10 Tim Hardaway (1996–2001)
- 32 Shaquille O'Neal (2004–2008)
- 33 Alonzo Mourning (1995–2002 y 2005–2008)
- 40 Udonis Haslem (2003–2023)

Honorífico
- 13 Dan Marino (Miami Dolphins - NFL)
- 23 Michael Jordan (Chicago Bulls y Washington Wizards)

En la temporada 2002-03 a pesar de que Jordan nunca jugó para Miami, Pat Riley como gerente general de Miami Heat retiró el número 23 de la franquicia como un tributo a Jordan por su contribución a la liga. Se retiró cuando Jordan jugó su último partido en Miami como Wizard. La camiseta en ese momento era bicolor, una mitad roja (Chicago) y la otra mitad blanca (Washington), la actual es completamente roja de Chicago.
El 33 de Alonzo Mourning fue retirado el 30 de marzo de 2009 en una ceremonia en el descanso, siendo el primer jugador de los Heat con dicho honor.
En el partido de apertura de la temporada 2009-10, frente a los New York Knicks, el número 10 de Tim Hardaway fue retirado.
Durante la temporada 2005-06 se homenajeó la camiseta número 13 de Dan Marino por su gran contribución al deporte en Miami como Mariscal de Campo de los Miami Dolphins de la NFL. Sin embargo el número 13 no está retirado y puede ser usado.
El 26 de marzo de 2019, se retiró el dorsal número 1, en honor a Chris Bosh (2010-2016).
El 22 de febrero de 2020, se retiró el dorsal número 3, en honor a Dwyane Wade (2003-2016; 2018-2019).
El 20 de enero de 2024, se realizó la correspondiente ceremonia a Udonis Haslem, jugador con dorsal número 40, que estuvo en franquicia durante 20 años ininterrumpidos.

## Estadísticas
Puntos totales temporada regular
| #                                       | Jugador         | Temporadas                     | Promedio | Partidos | Total  |
| --------------------------------------- | --------------- | ------------------------------ | -------- | -------- | ------ |
| 1                                       | Dwyane Wade     | 2003 - 2016 / 2018 - 2019 (15) | 22,7     | 948      | 21 556 |
| 2                                       | Alonzo Mourning | 1995 - 2002 / 2004 - 2008 (11) | 16,5     | 574      | 9 459  |
| 3                                       | Glen Rice       | 1986 - 1994 (8)                | 19,3     | 478      | 9 248  |
| 4                                       | LeBron James    | 2010 - 2014 (4)                | 26,9     | 294      | 7 919  |
| 5                                       | Chris Bosh      | 2010 - 2016 (6)                | 18,0     | 384      | 6 914  |
| 6                                       | Rony Seikaly    | 1988 - 1994 (6)                | 15,4     | 439      | 6 742  |
| 7                                       | Udonis Haslem   | 2003 - 2023 (20)               | 7,5      | 879      | 6 586  |
| 8                                       | Goran Dragić    | 2015 - 2021                    | 16,2     | 341      | 6 348  |
| 9                                       | Tim Hardaway    | 1995 - 2001 (9)                | 17,3     | 367      | 6 335  |
| 10                                      | Eddie Jones     | 2000 - 2005 / 2006 - 2007 (6)  | 16,0     | 387      | 6 194  |
| Nota actualizados a 03 de junio de 2022 |                 |                                |          |          |        |

Rebotes totales temporada regular
| #                                          | Jugador         | Temporadas                     | Promedio | Partidos | Total |
| ------------------------------------------ | --------------- | ------------------------------ | -------- | -------- | ----- |
| 1                                          | Udonis Haslem   | 2003 - 2023                    | 6,7      | 859      | 5 754 |
| 2                                          | Alonzo Mourning | 1995 - 2002 / 2004 - 2008 (11) | 8,4      | 574      | 4 807 |
| 3                                          | Rony Seikaly    | 1988 - 1994 (6)                | 10,4     | 439      | 4 544 |
| 4                                          | Dwyane Wade     | 2003 - 2016 / 2018 - 2019 (15) | 4,7      | 948      | 4 482 |
| 5                                          | Grant Long      | 1988 - 1995 (7)                | 7,0      | 472      | 3 281 |
| 6                                          | Chris Bosh      | 2010 - 2016 (6)                | 7,3      | 384      | 2 816 |
| 7                                          | Brian Grant     | 200 - 2004 (4)                 | 11,5     | 230      | 2 654 |
| Nota actualizados a 2 de Noviembre de 2020 |                 |                                |          |          |       |

Asistencias totales temporada regular
| #                                       | Jugador        | Temporadas                     | Promedio | Partidos | Total |
| --------------------------------------- | -------------- | ------------------------------ | -------- | -------- | ----- |
| 1                                       | Dwyane Wade    | 2003 - 2016 / 2018 - 2019 (15) | 5,6      | 948      | 5 310 |
| 2                                       | Tim Hardaway   | 1995 - 2001 (9)                | 7,8      | 367      | 2 867 |
| 3                                       | Mario Chalmers | 2008 - 2016 (8)                | 3,8      | 525      | 2 004 |
| 4                                       | LeBron James   | 2010- 2014 (4)                 | 6,7      | 294      | 1 980 |
| 5                                       | Bimbo Coles    | 1990 - 1996 (6)                | 5,3      | 371      | 1 961 |
| 6                                       | Goran Dragić   | 2015 - act (6)                 | 5,3      | 341      | 1 816 |
| Nota actualizados a 15 de junio de 2017 |                |                                |          |          |       |

### All-Stars
- Dwyane Wade – 2005, 2006, 2007, 2008, 2009, 2010, 2011, 2012, 2013, 2014, 2015, 2016, 2019
- Chris Bosh – 2011, 2012, 2013, 2014, 2015, 2016
- Alonzo Mourning – 1996, 1997, 2000, 2001, 2002
- LeBron James – 2011, 2012, 2013, 2014
- Shaquille O'Neal – 2005, 2006, 2007
- Bam Adebayo – 2020,2023,2024
- Tim Hardaway – 1997, 1998
- Jimmy Butler – 2020, 2022
- Anthony Mason – 2001
- Stan Van Gundy – 2005 (como entrenador)
- Erik Spoelstra – 2013, 2022 (como entrenador)
- Goran Dragić - 2018

## Entrenadores
| Entrenador     | Temporadas activo  |
| -------------- | ------------------ |
| Ron Rothstein  | 1988-89 – 1990-91  |
| Kevin Loughery | 1991-92 – 1994-95  |
| Alvin Gentry   | 1995               |
| Pat Riley      | 1995-96 - 2002-03  |
| Stan Van Gundy | 2003-04 – 2005     |
| Pat Riley      | 2005-06 – 2007-08  |
| Erik Spoelstra | 2008-09 – Presente |

## Gestión

### General Managers
| GM             | Periodo       |
| -------------- | ------------- |
| Lewis Schaffel | 1987–1995     |
| Dave Wohl      | 1995–1996     |
| Randy Pfund    | 1996–2008     |
| Pat Riley      | 2008–presente |

## Premios
| MVP de la Temporada - LeBron James – 2012, 2013 MVP de las Finales - Dwyane Wade – 2006 - LeBron James – 2012, 2013 MVP All–Star Game - Dwyane Wade – 2010 Líder de anotación de la Temporada - Dwyane Wade – 2009 Mejor Defensor - Alonzo Mourning – 1999, 2000 Jugador Más Mejorado - Rony Seikaly – 1990 - Isaac Austin – 1997 Mejor sexto hombre - Tyler Herro - 2022 Mejor Entrenador del Año - Pat Riley – 1997 Ejecutivo del Año - Pat Riley – 2011 Ciudadano del Año - P.J. Brown – 1997 - Alonzo Mourning – 2002 | Mejor Quinteto de la Temporada - Tim Hardaway – 1997 - Alonzo Mourning – 1999 - Shaquille O'Neal – 2005, 2006 - Dwyane Wade – 2009, 2010 - LeBron James – 2011, 2012, 2013, 2014 Segundo Mejor Quinteto de la Temporada - Tim Hardaway – 1998, 1999 - Alonzo Mourning – 2000 - Dwyane Wade – 2005, 2006, 2011 - Jimmy Butler – 2023 Tercer Mejor Quinteto de la Temporada - Dwyane Wade – 2007, 2012, 2013 - Jimmy Butler – 2020, 2021 Mejor quinteto defensivo - Alonzo Mourning – 1999, 2000 - LeBron James – 2011, 2012, 2013 - Bam Adebayo – 2024 Segundo mejor quinteto defensivo - P.J. Brown – 1997, 1999 - Bruce Bowen – 2001 - Dwyane Wade – 2005, 2009, 2010 - LeBron James – 2014 - Hassan Whiteside – 2016 - Bam Adebayo – 2020, 2021, 2022, 2023 - Jimmy Butler – 2021 Mejor quinteto de novatos - Sherman Douglas – 1990 - Steve Smith – 1992 - Caron Butler – 2003 - Dwyane Wade – 2004 - Michael Beasley – 2009 - Jaime Jaquez Jr. - 2024 Segundo mejor quinteto de novatos - Kevin Edwards – 1989 - Glen Rice – 1990 - Willie Burton – 1991 - Udonis Haslem – 2004 - Mario Chalmers – 2009 - Justise Winslow – 2016 | Concurso de Mates de la NBA - Harold Miner – 1993, 1995 - Derrick Jones Jr. – 2020 Concurso de Triples de la NBA - Glen Rice – 1995 - Jason Kapono – 2007 - Daequan Cook – 2009 - James Jones – 2011 NBA All–Star Skills Challenge - Dwyane Wade – 2006, 2007 NBA All–Star Shooting Stars - Chris Bosh – 2013 Asistencia a la Comunidad - Dwyane Wade – 2013 Compañero del Año - Shane Battier – 2014 |